# (19955) Hollý
(19955) Hollý est un astéroïde de la ceinture principale.

## Description
(19955) Hollý est un astéroïde de la ceinture principale. Il fut découvert le 28 novembre 1984 à Piszkesteto par Milan Antal. Il présente une orbite caractérisée par un demi-grand axe de 3,07 UA, une excentricité de 0,15 et une inclinaison de 12,1° par rapport à l'écliptique.

## Compléments